# 県民公園頼成の森
県民公園頼成の森（けんみんこうえんらんじょうのもり）は、富山県砺波市にある森林公園である。

## 概要
1969年（昭和44年）5月26日より開催の第20回全国植樹祭を契機として整備がはじめられ、1975年（昭和50年）4月28日に開園した。県民に森林を生かした休養の場を提供することを目的としている。国道359号沿いに位置するため、簡単にアクセス出来る。
毎年6月に「花しょうぶ祭り」が開催されている。バーベキューもできる。

## 主な施設
- 水生植物園 - 約6ヘクタール
- バーベキュー広場[1]
- 森林科学館 - 1991年（平成3年）開館。木造平屋建て（370m2）
  - 研修室

## 歴史
- 1968年（昭和43年）6月28日 第20回全国植樹祭の会場として造成が始まる[5]。
- 1969年（昭和44年）5月26日 同地で第20回全国植樹祭が開催される[2]。
- 1972年（昭和47年）12月12日 用地買収に着手[6]。
- 1975年（昭和50年）4月28日 頼成の森開園[3]。公園の名称は県民からの募集により決定された[7]。
- 1980年（昭和55年）4月 公益財団法人富山県民福祉公園による管理を開始[8]。
- 1991年（平成3年）8月3日 森林科学館開館[9]。
- 1995年（平成7年）9月8日 もりもりハウス開館[9]。

## 周辺施設
- 千光寺 (砺波市)